# Giro di Romandia 1968
Il Giro di Romandia 1968, ventiduesima edizione della corsa, si svolse dal 9 al 12 maggio su un percorso di 781 km ripartiti in 4 tappe (la prima e la terza suddivise in due semitappe), con partenza e arrivo a Ginevra. Fu vinto dal belga Eddy Merckx della Faema-Faemino davanti al francese Raymond Delisle e allo svizzero Robert Hagmann.

## Tappe
| Tappa  | Data      | Percorso                                   | km  | Vincitore di tappa | Leader cl. generale |
| ------ | --------- | ------------------------------------------ | --- | ------------------ | ------------------- |
| 1ª-1ª  | 9 maggio  | Ginevra > Ginevra (cron. a squadre)        | 4   |                    |                     |
| 1ª-2ª  | 9 maggio  | Ginevra > Boncourt                         | 223 | Eddy Merckx        |                     |
| 2ª     | 10 maggio | Boncourt > Bulle                           | 195 | Michele Dancelli   |                     |
| 3ª-1ª  | 11 maggio | Bulle > Sierre                             | 133 | Valère Vansweevelt |                     |
| 3ª-2ª  | 11 maggio | Sierre > Crans-Montana (cron. individuale) | 13  | Robert Hagmann     |                     |
| 4ª     | 12 maggio | Crans-Montana > Ginevra                    | 212 | Gianni Motta       | Eddy Merckx         |
| Totale | Totale    | Totale                                     | 781 |                    |                     |

## Dettagli delle tappe

### 1ª tappa - 1ª semitappa
- 9 maggio: Ginevra > Ginevra (cron. a squadre) – 4 km

### 1ª tappa - 2ª semitappa
- 9 maggio: Ginevra > Boncourt – 223 km

| Pos. | Corridore        | Squadra  | Tempo |
| ---- | ---------------- | -------- | ----- |
| 1    | Eddy Merckx      | Faema    |       |
| 2    | Willy Planckaert | Smith's  |       |
| 3    | Emiel Coppens    | Flandria |       |

| Pos. | Corridore | Squadra | Tempo |
| ---- | --------- | ------- | ----- |

### 2ª tappa
- 10 maggio: Boncourt > Bulle – 195 km

| Pos. | Corridore        | Squadra    | Tempo |
| ---- | ---------------- | ---------- | ----- |
| 1    | Michele Dancelli | Pepsi Cola |       |
| 2    | Raymond Delisle  | Peugeot    |       |
| 3    | Franco Bitossi   | Filotex    |       |

| Pos. | Corridore | Squadra | Tempo |
| ---- | --------- | ------- | ----- |

### 3ª tappa - 1ª semitappa
- 11 maggio: Bulle > Sierre – 133 km

| Pos. | Corridore          | Squadra | Tempo |
| ---- | ------------------ | ------- | ----- |
| 1    | Valère Vansweevelt | Smith's |       |
| 2    | Franco Bitossi     | Filotex |       |
| 3    | Willy Planckaert   | Smith's |       |

| Pos. | Corridore | Squadra | Tempo |
| ---- | --------- | ------- | ----- |

### 3ª tappa - 2ª semitappa
- 11 maggio: Sierre > Crans-Montana (cron. individuale) – 13 km

| Pos. | Corridore       | Squadra  | Tempo |
| ---- | --------------- | -------- | ----- |
| 1    | Robert Hagmann  | Frimatic |       |
| 2    | Eddy Merckx     | Faema    |       |
| 3    | Raymond Delisle | Peugeot  |       |

| Pos. | Corridore | Squadra | Tempo |
| ---- | --------- | ------- | ----- |

### 4ª tappa
- 12 maggio: Crans-Montana > Ginevra – 212 km

| Pos. | Corridore        | Squadra  | Tempo |
| ---- | ---------------- | -------- | ----- |
| 1    | Gianni Motta     | Molteni  |       |
| 2    | Franco Bitossi   | Filotex  |       |
| 3    | Noël Vanclooster | Flandria |       |

| Pos. | Corridore       | Squadra  | Tempo     |
| ---- | --------------- | -------- | --------- |
| 1    | Eddy Merckx     | Faema    | 21h55'58" |
| 2    | Raymond Delisle | Peugeot  | a 1'14"   |
| 3    | Robert Hagmann  | Frimatic | a 1'27"   |

## Classifiche finali

### Classifica generale
| Pos. | Corridore        | Squadra                   | Tempo     |
| ---- | ---------------- | ------------------------- | --------- |
| 1    | Eddy Merckx      | Faema-Faemino             | 21h55'58" |
| 2    | Raymond Delisle  | Peugeot-BP-Michelin       | a 1'14"   |
| 3    | Robert Hagmann   | Frimatic-Viva-de Gribaldy | a 1'27"   |
| 4    | Mariano Díaz     | Fagor                     | a 2'38"   |
| 5    | Edy Schütz       | Molteni                   | a 2'43"   |
| 6    | Jean Dumont      | Peugeot-BP-Michelin       | a 2'49"   |
| 7    | Joaquín Galera   | Fagor                     | a 3'01"   |
| 8    | Michele Dancelli | Pepsi Cola                | a 3'19"   |
| 9    | André Bayssiere  | Peugeot-BP-Michelin       | a 3'40"   |
| 10   | Italo Zilioli    | Filotex                   | a 3'50"   |